# 星系雲
星系雲是星系團的集合體，屬於超星系團的次結構。例如：室女座超星系團包含室女座星系團、獅子座星系團、獵犬座雲和室女II雲。